# Лишу
Лишу (кит. трад. 隸書, упр. 隶书), цзошу (кит. трад. 佐書, упр. 佐书, пиньинь zuǒshū) — один из стилей китайского письма, ранняя стадия современного письма, зародившаяся в конце периода Сражающихся царств.

## Название
Традиционное название «лишу» буквально означает «письмо клерков» или «письмо слуг-заключённых». Это название основано на ошибочном традиционном нарративе о его создании, согласно которому канцелярское письмо было создано мелкими чиновниками империи Цинь. Некоторые версии приписывают его создание лично Чэн Мяо, тюремщику при Цинь Шихуане. Однако археологические раскопки показывают, что канцелярское письмо возникло среди простонародья и не было изобретено одним человеком, а постепенно эволюционировало из более древних форм письма.
На рубеже эпох Хань и Вэй этот почерк стали называть «бафэнь» ("восемь долей"). Существуют различные мнения по поводу происхождения этого названия. Некоторые полагают, что это связано с размером иероглифа в бафэньшу, который составляет 0,8 стандартного. Другие считают, что это обусловлено вытянутым начертанием иероглифа, черты которого растягиваются влево и вправо так же, как и сам иероглиф 八 («восемь»). Каллиграф Ци Гун считает, что люди той эпохи использовали это название для разграничения повседневного и нормативного лишу.
В эпоху Тан кайшу также могли называть словом «лишу» — для различения ханьское лишу называли «старым ли» (кит. трад. 古隸, упр. 古隶, пиньинь gǔlì), а кайшу — «современным ли» (кит. трад. 今隸, упр. 今隶, пиньинь jīnlì).

## История
Лишу возникло в царстве Цинь в период Сражающихся царств. В эпоху Хань оно значительно развилось и сменило древнее письмо чжуаньшу в качестве официального. Ханьские стелы — известнейшие образцы лишу.
В Восточной Хань лишу испытало влияние скорописи цаошу и трансформировалось в синшу, из которого впоследствии появится современное
кайшу.
Во времена Южных и Северных Династий лишу было вытеснено уставным и сохранилось лишь в каллиграфии. В таком качестве оно иногда используется до сих пор, будучи удобочитаемым для владеющих современной иероглификой.